# Kelet-kínai-tenger
A Kelet-kínai-tenger a Csendes-óceán peremtengereinek egyike a Sárga-tenger és a Japán-tenger, illetve a Dél-kínai-tenger között.
A déli részén, a Rjúkjú-szigetek mentén húzódó keskeny árokban legnagyobb mélysége 2717 m. Egyéb részein tipikus selftenger: az átlag 150 m mély selfből 30–40 m magas hátak emelkednek ki — amikor a tenger szintje alacsonyabb volt, ezek dombok voltak. Ugyancsak az egykori alacsonyabb tengerszintre utal, hogy a vízfelszín alatt sokáig követhetők a nagyobb folyók (Jangce, Huai) akkoriban bevágódott völgyei.
Északon széles kapuval kapcsolódik az ugyancsak self jellegű Sárga-tengerhez.